# 빈패스트
빈패스트(VinFast)는 베트남의 대기업인 빈그룹의 자회사이며, 베트남 하이퐁시에 위치한다.
빈패스트는 2018년 안에 전기 오토바이를, 2019년 4-6월 중에 스포츠 유틸리티 차량(SUV)와 세단을, 2019년 말에 소형 내연기관 자동차와 전기자동차(EV), 전기버스를 발매할 예정이다.
빈패스트는 GM 하노이 공장의 모든 시설과 판매망을 인수받고, GM 면허의 소형차 생산 능력을 확장하기 위한 투자를 단행한다. 새 생산 라인은 내년 전반기에 오픈될 예정이다. 빈패스트는 또한 쉐보레 브랜드의 공인 딜러망을 받고 베트남 시장에서 쉐보레 자동차와 서비스의 독점 공급자가 된다.
GM에 앞서 빈패스트는 BMW, GM, 마그나 슈타이어, AVL, 피닌파리나, EDAG, 보쉬, 지멘스 등의 세계적인 자동차 제조사 및 부품사들과 파트너쉽을 체결한 바 있는데, 회사는 10월 프랑스 파리 모터쇼에서 세단과 SUV 2개의 모델을 선보인 후 내년 연말에 베트남에서 고객들을 위한 쇼를 개최할 예정이다.

## 갤러리

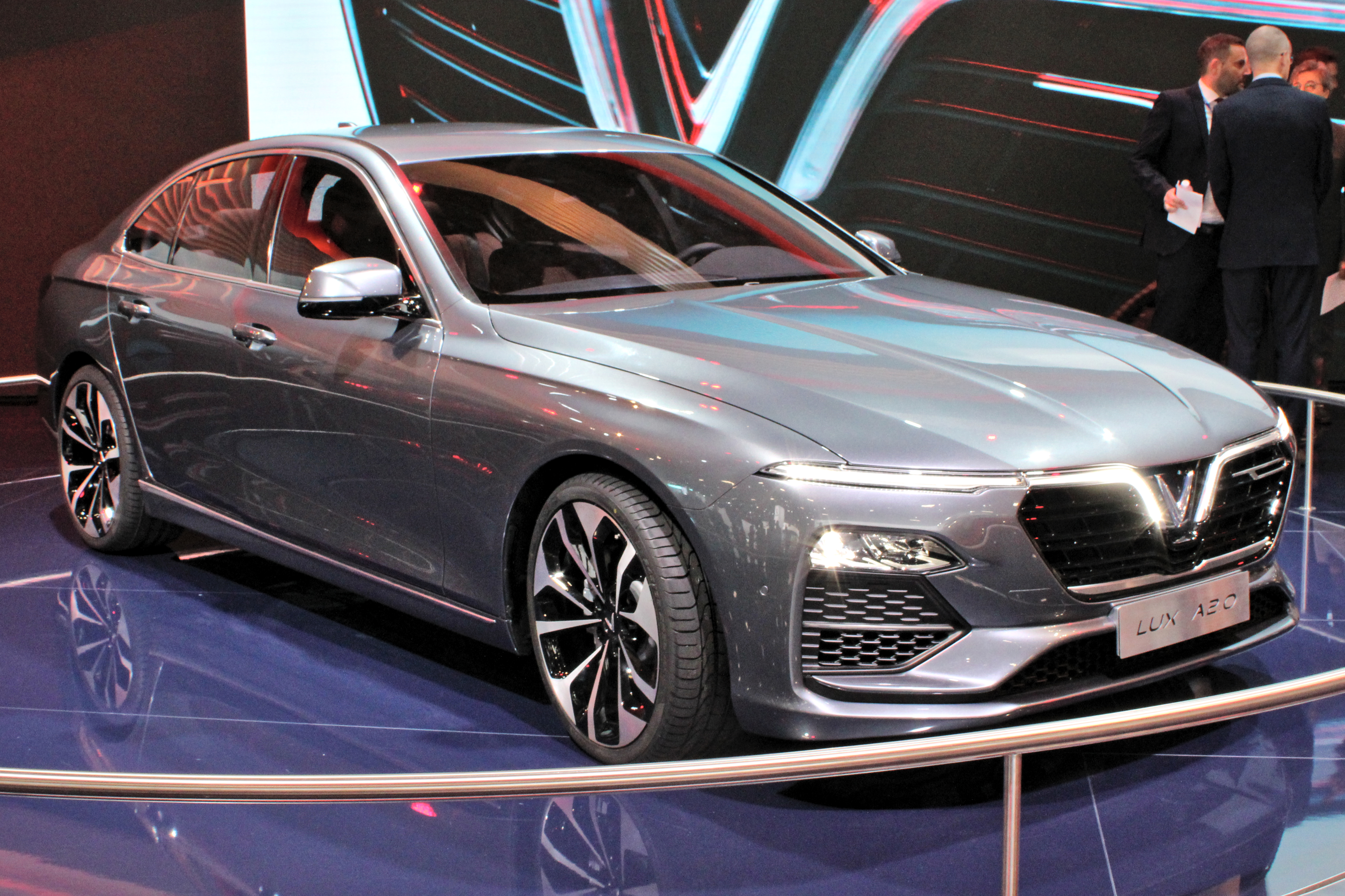
빈패스트 럭스A2.0
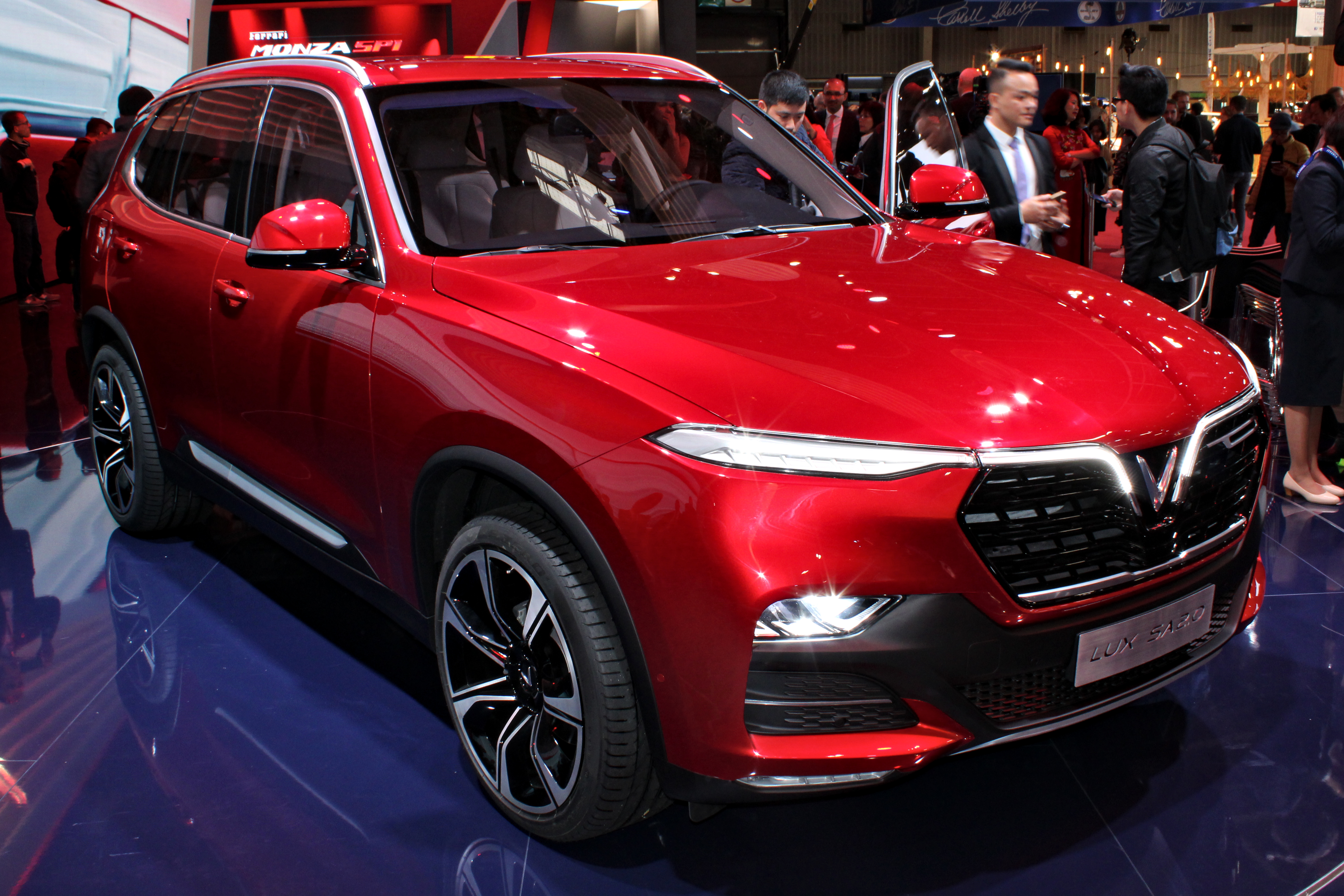
빈패스트 럭스 SA 2.0

## 생산 시설
새로운 생산 공장을 하이퐁 근교의 깟하이섬에 짓고 있다. 또한 2018년 8월 빈패스트는 GM 베트남의 하노이 공장을 인수하고, GM으로부터 라이선스를 받아 소형 자동차를 생산하고 있다.

## 같이 보기
- 빈그룹

## 논란
가다가 바퀴가 빠지는 미친 결함 땜에 베트남에서 빈패스트를 타고 다니는 건 죽을각오를 항상하고있단 뜻이다.2억이넘는 한정판 SUV 를공개했는데,그에 못미치는 편의장비 때문에 난리고,모든모델이 기본 1억정도인데 전모델이 통풍시트가 없다.